# Color Me Barbra
Color Me Barbra — седьмой студийный альбом Барбры Стрейзанд, выпущенный на лейбле Columbia Records в 1966 году. Альбом занял 3-е место в альбомном чарте США и был сертифицирован RIAA как золотой . Название альбома получило также её второе специальное ТВ-шоу на CBS, показанное 30 марта 1966 года. Шоу было снято в цвете, что всё ещё было в новинку для ТВ, это было также отображено в названии.

## Об альбоме
В январе 1966 года Барбра Стрейзанд начала работать над её вторым телешоу, снимавшемся на цветную плёнку и носившим «говорящее» название Color Me Barbra.
«Первое шоу My Name Is Barbra было чем-то вроде азартной игры», сказал менеджер Барбры, Марти Эрличмен, прессе. «Мы решили пойти на отчаянный шаг и заключить долгосрочный контракт с сетью CBS. Теперь мы представили Барбру — одну».
«Когда наступило время снимать второй спецвыпуск с Барброй», продолжал Эрличмен, «мы чувствовали себя понятыми и тепло принятыми зрителем как сольный исполнитель, мы могли снова сделать это».
Первой остановкой стал художественный музей в Филадельфии. Песни, исполненные в этой части: «Draw Me a Circle», «Yesterdays», «One Kiss», «The Minute Waltz», «Gotta Move», «Non C’est Rien», «Where or When» — Барбра записала за день до съёмок, проведя 8 часов в студии с Питером Матцем.
Барбра писала о записи сцены: «Как только сцена в музее начала записываться, две из наших новых видеокамер сломались. Не было никаких замен. Так мы остались лишь с одной камерой для целой вводной сцены».
«Это великий музей», сказала Стрейзанд о Филадельфийском Художественном музее в марте 1966 года. «Повсюду красивые комнаты и я иду от выставки до выставки в костюме, изменяющемся в соответствии демонстрирующемуся периоду. Не легко сделать музыкальное шоу в музее, но я получила удовольствие от того, что просила, чтобы они переместили картины стоимостью до миллиона долларов просто для того, чтобы обеспечить соответствующий фон для песни. Это было забавно, но потребовалось так много времени, что технический персонал засыпал рядом с камерами».
Для второго сегмента Color Me Barbra Стрейзанд и команда самостоятельно обустроили в студии заполненный животными цирк. «Хаос был повсюду», вспомнила Стрейзанд. «Свет был адом для пингвинов, лев убежал из своей клетки, а слонёнок ревел так громко, что соседствующая лама чуть не перенесла сердечный приступ».
Во второй части Барбра исполнила: «Circus Medley», «Have I Stayed Too Long at the Fair?» и «Look at That Face».
Заключительный сегмент Color Me Barbra был снят в телевизионном центре CBS в Нью-Йорке. Члены фан-клуба Стрейзанд были приглашены в качестве массовки во время съёмок.
Загруженный график Барбры позволял ей сниматься только вечером. Неудовлетворённая частью концерта, Барбра попросила снять некоторые песни без аудитории. Для того, чтобы создать ощущение настоящего концерта, аплодисменты и крики фанатов были записаны и проиграны во время отдельных съёмок этого сегмента. Были исполнены песни «Any Place I Hang My Hat Is Home», «It Had to be You», «C’est Si Bon», «Where Am I Going?» и «Starting Here, Starting Now».
Новая программа была хорошо принята критиками и номинирована в 5 категориях премии «Эмми», однако, осталась без наград.
Альбом-саундтрек с одноимённым названием был выпущен в марте и был представлен в 3-х категориях на «Грэмми» в номинациях «Лучшее женское вокальное поп-исполнение», «Альбом года» и «Лучшее оформление альбома» (Элинор Бунин нарисовала основное фото с обложки). Альбом включал песни, представленные в шоу. В оформлении лонгплэя использовались фотографии, сделанные во время съёмок.

## Коммерческие показатели
Альбом дебютировал в чарте США Billboard 200 9 апреля 1966 года, достигнув своего пика на третьем месте. Уже 20 апреля того же года альбом был сертифицирован золотым. Провёл в чарте 36 недель. Альбом также занял 15-е место в чарте Норвегии.
С Color Me Barbra было выпущено два сингла. Первый, «Where Am I Going?» / «You Wanna Bet» дебютировал в Billboard Hot 100 19 февраля 1966 года, но достиг лишь 94-й строчки, покинув в чарт спустя 2 недели. Обе песни были взяты из оригинального саундтрека бродвейского мюзикла «Милая Чарити», права на который принадлежали Columbia Records. Гвен Вердон позже признавалась в недовольстве тем, что версия «Where Am I Going?» в исполнении Стрейзанд вышла до премьеры мюзикла, так как опасалась сравнений с ней. «You Wanna Bet» также звучала в этом мюзикле, но с другим текстом. Песня не выходила ни на одном альбоме Барбры до 1991 года, когда она была выпущена на альбоме Just for the Record….
Второй сингл «Sam, You Made the Pants Too Long» / «The Minute Waltz» тоже провалился в чартах, дебютировав с 98-й позиции в мае 1966 года и через неделю покинув чарт. Песня «The Minute Waltz» основана на одноимённом вальсе Шопена со словами Лэна О’Куна. Комик Рип Тейлор предъявил иск Columbia Records, CBS и Стрейзанд за исполнение песни в ТВ-шоу. Тейлор заявлял, что он купил права на эту песню у самого О’Куна, а Стрейзанд использовала песню несмотря на это.

## Список композиций
| №  | Название           | Автор(ы)                                    | Длительность |
| -- | ------------------ | ------------------------------------------- | ------------ |
| 1. | «Yesterdays»       | Отто Харбах, Джером Керн                    | 3:05         |
| 2. | «One Kiss»         | Оскар Хаммерстайн II, Зигмунд Ромберг       | 2:11         |
| 3. | «The Minute Waltz» | Лэн О’Кун, Фридерик Шопен                   | 1:59         |
| 4. | «Gotta Move»       | Питер Матц                                  | 2:01         |
| 5. | «Non C’est Rien»   | Мишель Журдан, Арман Канфора, Джозеф Базиле | 3:27         |
| 6. | «Where or When»    | Лоренц Харт, Ричард Роджерс                 | 3:06         |

| №  | Название | Автор(ы)                               | Длительность |
| -- | --- | -------------------------------------- | ------------ |
| 1. | «Medley» (- «Animal Crackers in My Soup» - «Funny Face» - «That Face» - «They Didn’t Believe Me» - «Were Thine That Special Face» - «I’ve Grown Accustomed to Her Face» - «Let’s Face the Music and Dance» - «Sam, You Made the Pants Too Long» - «What’s New Pussycat?» - «Small World» - «I Love You» - «I Stayed Too Long At The Fair» - «Look at That Face» ) |                                        | 9:00         |
| 2. | «C’est Si Bon (It’s So Good)» | Джерри Силен, Андре Хорнес, Анри Бетти | 3:40         |
| 3. | «Where Am I Going?» | Дороти Филдс, Сай Коулман              | 2:50         |
| 4. | «Starting Here, Starting Now» | Ричард Молтби мл., Дэвид Шир           | 2:53         |